# Christophe Kohl
Christophe Kohl (* 8. Februar 1986 in Innsbruck) ist ein österreichischer Hörfunk- und Fernsehjournalist. Seit 1. Juli 2019 ist er ORF-Korrespondent in den USA.

## Leben
Christophe Kohl wuchs in Mieming in Tirol auf. Seine Mutter Bernadette Dubuis ist Französin, sein Vater Oskar Kohl war Österreicher.
Sein ältester Bruder ist der ehemalige österreichische Triathlet Frederic Kohl. Als Jugendlicher war Christophe Kohl beim Tiroler Wassersportverein Telfs aktiv und wurde unter anderem mehrfacher Tiroler und Österreichischer Jugendmeister im Schwimmen.
Während seiner Schulzeit am Meinhardinum Stams beteiligte Kohl sich an zahlreichen internationalen Austauschprojekten wie den „Comenius Games for Friendship“ in Griechenland, Frankreich und Wales. Außerdem war er als Abgeordneter und Präsident des Model European Parliaments (MEP) tätig. Im Rahmen der „Talente Tirol“-Aktion 2003 sammelte er bei der Tiroler Tageszeitung erste journalistische Erfahrungen.
Nach dem Zivildienst beim Psychososozialen Pflegedienst Tirol (SP) begann Kohl 2005 ein Journalismusstudium an der FH der WKW Wien. Neben dem Studium arbeitete Kohl als ORF-Backstage-Guide und absolvierte ein Redaktionspraktikum beim ORF-Landesstudio Tirol, wo er als freier Mitarbeiter Beiträge für die ORF-Regionalradios gestaltete. Im Juli 2007 begann Christophe Kohl als Redakteur beim Hitradio Ö3. Für das ORF-Radio berichtete er mehrmals von den Oscar und Golden-Globe-Verleihungen in Los Angeles, interviewte zahlreiche Schauspieler und Regisseure, wie etwa Steven Spielberg, Meryl Streep, Brad Pitt, Jennifer Lawrence oder Tom Cruise. Er war außerdem für Sondersendungen wie „Ö3 am Life Ball“ und als Frühredakteur für den „Ö3-Wecker“ verantwortlich.
Im Oktober 2015 wechselte Kohl als Korrespondent in das ORF-Büro nach Paris. Seit 1. Juli 2019 verstärkt er das ORF-Team in den USA.

## Privates
Kohl heiratete 2023 seinen Lebensgefährten Hunter, mit dem er seit 2011 liiert ist.